# Paul Rhys
Paul Rhys (né le 19 décembre 1963 à Neath) est un acteur gallois de théâtre, de télévision et de cinéma.
Il a été formé à la Royal Academy of Dramatic Art (RADA).

## Filmographie

### Télévision
- 2016 : Victoria (série télévisée) : John Conroy (1er baronnet) (saison 1)
- 2021-2022 : A Discovery of Witches : Andrew Hubbard dit Père Hubbard, vampire.